# スーパーマリオ 魔界帝国の女神
『スーパーマリオ 魔界帝国の女神』（スーパーマリオ まかいていこくのめがみ、原題: Super Mario Bros.）は、テレビゲーム『スーパーマリオブラザーズ』を元に1993年にアメリカ合衆国で50億円の制作費を投じて製作された実写映画である。
監督はロッキー・モートンとアナベル・ヤンケル、出演はボブ・ホスキンス、ジョン・レグイザモ、デニス・ホッパーなど。
日本では、ビデオソフト化の際にタイトルが『スーパーマリオ』へ変更されたが、DVDソフト化の際に『スーパーマリオ 魔界帝国の女神』に戻されている。著作権標記は1993 ALLIED FILMMAKERS NV と1993 NINTENDO の2社表記である。

## 概要
本作では、キャラクター設定などにおいて任天堂のゲーム『スーパーマリオブラザーズ』とは一部の設定が変更されている。また、本作におけるマリオブラザーズの「マリオ」とは、主人公である義兄弟の苗字であり、兄弟のフルネームについて、兄のマリオはマリオ・マリオ、弟のルイージはルイージ・マリオである。2015年9月13日に開催された「スーパーマリオ30祭」において宮本茂が肯定したが、後に任天堂の広報室により「映画ではマリオ・マリオという名前だったようですが、宮本にも確認したところ、やはり『マリオ』が正式名称で、マリオ・マリオではありません」と回答された。なお、本作の製作に宮本茂は携わっていない。
キャッチコピーは、「マリオが、ハリウッドを本気にさせちゃった。」「映画のマリオは、やることでかい。」「このヒゲオヤジが、超つよい。」。
本作品が公開された1993年は、日米で恐竜ブームが起きており、特に恐竜の子供が登場する作品が多く、本作品もその1つに数えられる。
公開当時はビデオゲームを原作とした長編実写映画が制作された実績が無く、本作品がアメリカ映画史上初のビデオゲームの実写映画化となった。
2023年8月8日午前8時頃、公式X（旧・Twitter）にて、映画『スーパーマリオ 魔界帝国の女神 4Kレストア版』の公開が発表された。2023年9月15日から順次ロードショー。2023年12月30日、2024年1月15日、2月8日にWOWOWによりテレビでも衛星放送がされる。

## ストーリー
6500万年前、巨大隕石の落下によって、地球は地上世界と地下世界の2つの次元に引き裂かれた。地上世界（人間世界）からは遠い昔に絶滅したと思われていた恐竜は地下世界で進化し、地底に独自の世界を築いていた。
そして、現代のニューヨーク・ブルックリン。一人の女性が教会の前で大きな卵と小さな石を置き、その場を去って行く。それを拾った教会のシスターたちの前で、卵から人間の赤ん坊が生まれた。
それから20年後。ブルックリンで配管の仕事を請け負うマリオとルイージの兄弟は、地下の下水路で化石発掘を行う調査チームのリーダーであるデイジーと知り合う。ある日、マリオとルイージはデイジー、マリオの恋人ダニエラと外食を楽しむ。食事後、マリオとルイージと別れたダニエラが突然二人の男に誘拐され、続いてデイジーも誘拐されてしまう。マリオとルイージは後を追い地下を訪れる。そこで、デイジーが謎の入り口（次元の歪み）に引きずり込まれ、後を追うべくマリオとルイージもそこに飛び込んだ。その先には恐竜人たちが暮らす国「ダイノハッタン」が存在していた。デイジーを見失ったマリオとルイージは、ダイノハッタンの支配者クッパを非難するトードが警察に捕えられる現場を目撃し、居合わせたマリオとルイージもともに逮捕される。クッパはデイジーが持っていた、地上世界と地下世界に次元を分断した隕石の欠片を探していた。クッパの目的は隕石を完全な形へと戻し、二つに断たれた次元を修復させ、地上世界への入り口を開いて侵攻することにあった。そのためデイジーを探していたが、手下の二人組はデイジーと間違えてダニエラたちを拉致してしまった。
クッパの城から逃げ出し、砂漠へと行き着いたマリオとルイージは、2人を追いかけてきたイギーとスパイクを捕まえ、デイジーの居場所を聞き出し、地上世界の征服を目論むクッパの野望を阻止するためクッパの城に向かう。一方、監禁場所から逃げ出したデイジーは、クッパから寝返ったイギーとスパイクに案内され、クッパによってキノコの姿に変えられた国王のもとに連れられ、自分の父親と再会する。デイジーと合流したマリオとルイージは地上世界に向かおうとするが、クッパに見付かってしまう。マリオは自分が欠片を持っているとうそぶき、一人クッパに立ち向かう。一方、欠片を手に入れたクッパの愛人レナは、クッパを出し抜いて自分の手で隕石の修復を果たそうとする。彼女はクッパから興味を無くされ、愛想を尽かし始めていた。それを阻止するべくルイージとデイジーは隕石がある場所に向かうが、レナによって隕石の欠片が悪用されてしまう。しかし、レナでは隕石の力を制御できず、衝撃で壁面に叩きつけられ死亡。世界の融合を阻止した二人は、マリオのもとに戻り、力を合わせてクッパを倒しダイノハッタンをクッパの支配から解放する。歓喜に沸く地下世界の人々を見届け、マリオとルイージはデイジーに別れを告げ、地上世界に戻る。こうして地下世界はクッパの手から救われ、地底の人々はマリオとルイージを「独裁者から救ってくれたスーパーマリオブラザーズ」と褒め称えた。
それからしばらくしたある日、朝食を食べていたマリオとルイージ、ダニエラのもとに戦闘服に身を包んだデイジーが現れる。地下世界に再び騒動が起きたことを予感させつつ物語は幕を閉じる。

## 登場人物・キャスト
マリオ・マリオ
演 - ボブ・ホスキンス
ニューヨークで配管工を営む中年の男性。弟のルイージと共に地下世界の冒険に巻き込まれる。口は悪くやや融通の利かない面もあるが、配管工としての腕や誇りは高い。弟のルイージを育ててきた苦労から現実主義な性格をしていたが、地下世界での冒険を経て、次第に自らの目の前で起こっている常識から大きく離れた現実を認めるようになっていく。女性を口説くのに慣れており、デイジーをナンパするルイージに協力したり、酒場の用心棒ビッグ・バアサを口説き惚れられるなどしている。
終盤ではクッパと一騎討ちを繰り広げ、巧みな話術と罠で彼を誘き出した。ボム爆弾を使った攻撃で倒そうとするが失敗。と思いきや運よく稼働したボム爆弾がクッパの足元まで移動し、クッパを上空へと吹っ飛ばした。最後はルイージと共にクッパに対して逆進化銃を撃ち込み、アメーバ状の原生生物にまで退化させ打倒する。この功績は現実世界においても「異次元の独裁者の野望を食い止めた英雄」としてニュースになっていた。ニューヨークに帰還後はダニエラを家に招いて仲睦まじく過ごしていたが、そこへふたたび訪ねてきてたデイジーに対し事情も聞かずに「信じる」と口にし、新たな戦いの準備を始める。
ルイージ・マリオ
演 - ジョン・レグイザモ
マリオの弟で、兄と共に配管工を営んでいる。マリオに比べ、今時の若者で子供っぽいところもあるが、兄思いの優しい青年である。デイジーと出会い惹かれあっていく。劇中ではマリオに拾われたと話す場面があり、血の繋がった兄弟ではなく、孤児院からマリオに引き取られて育てられた。そのため、マリオとはかなり歳が離れている。
口下手だが勇気や思い切りのある性格であり、やたらと勘に頼って行動する。結果的にそれがマリオたちを助けることになるが、クッパと鉢合わせして捕まるなど不運な方向に働くこともある。デイジーを助けた後クッパに掴まってしまうが、マリオの介入により脱出。デイジーと共に捕まっていた人間世界の女性たちを地上への出口まで誘導する。その後、マリオと合流し共にクッパを倒す。デイジーと別れる際に相思相愛を確認しキスをした。ニューヨークに帰還後はクッパの野望を食い止めた英雄として兄と共にニュースになっていた。その騒動からしばらくして、またデイジーが現われ、あわただしく再会を果たしたところでこの物語は終わる。
ダニエラ・ベルダッチ
演 - ダナ・カミンスキー
マリオの恋人。デイジーと間違われて誘拐される。日焼けサロンで働いている。セクシーな風貌で一見すると高飛車な性格だが、マリオ達が連れて来たデイジーを気遣い、脱出の際マリオに協力的な姿勢を見せるなど、実際はフランクで常識人。
終盤ではマリオと結婚し同居している様子がうかがえる。
アンソニー・スカペリ
演 - ジャンニ・ルッソ
序盤と終盤に登場する、マリオブラザーズ配管工のライバルである建設会社のオーナーを務める人物。デイジー達が発掘調査を行う現場で開発を行っている。一見紳士的な印象であるが、部下に配管を破壊させ発掘現場の洞窟を水浸しにしようとするなど、野蛮で横暴な人物。
実はその開発工事が、地上世界と地下帝国を隔てる封印を破壊し、クッパ達が地上世界へと侵攻するきっかけを生み出していた。
物語終盤で一時地上と恐竜帝国の世界が融合しクッパ達が地上世界に現われた際、クッパが持っていた退化銃の光線を浴びてチンパンジーにされ、大衆の笑い者となった。

### ダイノハッタン
地下世界に広がる恐竜帝国とされているが、本編での描写を見る限り、恐竜帝国となったのは、クッパによるクーデターが起きて以降。
王家
プリンセス・デイジー
演 - サマンサ・マシス
大学の化石発掘調査チームの女性リーダー。マリオとルイージに出会い、ルイージと惹かれあっていく。その正体はダイノハッタンの王女である。赤ん坊だった頃に母に連れられ、クッパの起こしたクーデターから逃れて地上の教会に託され、孤児として育てられてきた。タマゴのようなものに入れられており、クリスタルをはめると開く仕掛けが施されていた。そのため、クリスタルをネックレスにしてつけている。
地上世界と地下世界（恐竜帝国）の次元に分断した隕石の欠片を持っており、両世界の征服を企むクッパに狙われる。ゲーム版とは異なり、紫色のワンピースとクリスタルの飾りを着用。
嫉妬に狂ったレナに殺されそうになるがヨッシーに助けられ難を逃れる。その後、グンバに変身させられたトードと仲良くなり、彼の協力を得る。そして隕石の力を悪用しようとしたレナの最期を目の当たりにした後、ルイージと協力して隕石の欠片を抽出し、二つの世界の融合を防いだ。クッパがマリオブラザーズに倒された後は、地下世界に残ることをルイージに告げキスを交わして別れを告げた。ルイージ達との別れから3週間ほどが経ち再びマリオブラザーズの前に現れ、2人に協力を頼むところでこの物語は終わる。
王
演 - ランス・ヘンリクセン
ダイノハッタンの国王でデイジーの父親。キノコから人間への進化を経たキノコ族である。逆進化銃という特別な銃によりオレンジ色のキノコに退化させられ、囚われの身となる。またダイノハッタンの町中のあちこちにはキノコやパサパサした蜘蛛の巣のようなものが存在するが、それらはクッパたちに退化させられた者たちの名残であり、王はキノコに退化させられた者たちの力を用いてマリオ達をピンチから救い、クッパが倒されるとともに元の人間の男性の姿へと戻る。
王妃
演 - サマンサ・マシス
デイジーの母親。20年前にブルックリンの教会の前で大きな卵と小さな石を置いて姿を消した。地下に逃げ込むが、クッパに見つかり殺された。
クッパ
演 - デニス・ホッパー
ダイノハッタンの大統領。デイジーの父親である国王を追い落としてキノコに変身させ、国を乗っ取り、独裁者として君臨している。平和だった町を支配しているため評判はすこぶる悪い。白髪でオールバック。レナを愛人にする、デイジーに言い寄るなど女好きな性格。自分の悪口を言った者は逮捕して逆進化させ、グンバに変えて配下に置くなど残忍かつ残酷。
ゲーム版では亀だが、本作ではティラノサウルスから進化した恐竜族という設定。自らが開発した生物の進化や退化を促すシステムによって極限までの進化を遂げており、逆らう者はグンバに退化させ、知能が低下した彼らを私兵として扱っている。地上世界と恐竜帝国の次元を融合し、地上の人々を退化銃で猿に変え、両世界を征服しようと企む。
終盤ではマリオと激しい戦いを繰り広げた末、焼夷弾や逆進化銃を用いて追い詰める。しかし攻撃を幾度もやり過ごされ、ルイージが駆け付けたことで形勢逆転され、兄弟の逆進化銃を撃たれてしまう。さらには事前にマリオが仕掛けていたボム兵の爆発により、足場を崩されて吹き飛ばされる。直後、ティラノサウルスの姿を現すがマリオとルイージから逆進化銃を浴びせられ続け、蛍光緑色のアメーバ状の原生生物へと退化。地面に落ちたショックで飛び散り死亡した。
レナ
演 - フィオナ・ショウ
クッパと行動を共にする女性。クッパから寵愛を受けていた。死んだデイジーの母親とも顔見知りであったらしく、デイジーのことを「母親と生き写し」であると語っている。
マリオ達から隕石の欠片を手に入れるも、恐竜帝国の未来にしか関心を示さないクッパに愛想を尽かし、彼を出し抜いて地上侵攻を企てる。クッパが自分に関心を示さなくなったことで殺意をデイジーに向け、彼女をナイフで刺し殺そうとするも、ヨッシーに阻止される。その後クッパの部下に捕らえられ、隕石の欠片を奪われる。
終盤、マリオとクッパが渡り合う最中、再び欠片を取り返す。それを利用して地上世界と恐竜世界を融合させようとするが力を制御出来ずに吹き飛ばされ、壁に張りついたまま骨（化石）となり死亡した。
ヨッシー
声 - フランク・ウェルカー
クッパのペットの恐竜。舌を伸ばすことが出来る。デイジーにすぐ懐いた。最初は鎖に繋がれていた。体が小さく声も高いため子供と思われるが、掌サイズの個体が他にも登場している。レナに殺されかけたデイジーの救出に現われる。
イギーとスパイク
ゲーム版とは異なり、人間の姿をしている。2人揃って行動する。クッパの手下。知能が低く、クッパによって知能を進化させられて以降も、性格に関しては全く変わらずじまいだった。
イギー
演 - フィッシャー・スティーヴンス
ドジを踏んでばかり。知能を進化させられた事でクッパに批判的な発言をしたために彼の怒りを買い、処刑されそうになるがすんでのところでデイジーに寝返り、逃げ出す。さらにクッパの手からデイジーを救い、彼女をキノコに退化されている国王の元へ案内し、その場を去る。エンドロール後でその後が描かれている。
スパイク
演 - リチャード・エドソン
ドジな性格で、イギーより頭が悪い。地上ではイギーと共にデイジーと誤認して違う女性たちを拉致していた。デイジーに対しては忠臣を名乗っており敬語で腰も低く接している。
終盤で愛想をつかされたクッパにイギー共々処刑されそうになるが、デイジーと出くわしたことで難を逃れる。その後、イギーと共にデイジーを救い、キノコに変えられた国王と引き合わせた。去り際には「生きてさえいれば、いつかの日か、蘇ることも…」と言い残す。その後の動向はエンドロール後で描かれた。
グンバ
クッパの手下の軍団で、マリオとルイージの敵として登場。逆進化銃という、生物を退化させる光線を放つ特殊な銃を持つ。ゲーム版と違い、人間よりも大柄。猿のような頭のものと蛇のような頭のものがおり、猿のようなグンバは、クッパの逆進化装置によって退化させられた恐竜人である。頭が異様に小さく、首から下が異様に大きい。攻撃的な面ばかりではなく、マリオやルイージにエレベーターで体を揺さぶられているうちにダンスをし始めるなどコミカルな描写もなされている。クッパが倒れた後、地上世界のテレビに一瞬だけ姿が映っている。
トード
演 - モジョ・ニクソン、ジョン・ファイファー（グンバになった後）
ダイノハッタンで音楽家を自称する住人。外見は音楽家というよりも、流しのギター持ちのような服装をしている。陽気な性格で楽天家。クッパに逆らう歌を歌ったという理由で警察に捕えられ、グンバに退化させられてしまうが、知能は低下しても良心は失っておらず、デイジーに親身に接したり、ルイージ達に逆進化銃を手渡している。グンバがマリオ達を攻撃しようとした際には、ハーモニカを奏でることでグンバの注意をそらす。クッパが倒れた後、デイジーとヨッシーと共に地上世界へ帰るマリオとルイージを見送る。
人間の時はギターを弾いており、グンバにされてからはネックレス状のハーモニカで演奏する。
ビッグ・バーサ
演 - フランチェスカ・P・ロバーツ
ブンブンバーのボディーガードをしている太った女性。トゲつきの赤い服を身にまとい、ジャンプブーツを履いている。マリオ達と初めて出会った時に隕石の破片を奪うが、後にマリオに口説かれ誘いに乗ったところで破片を取り戻されてしまう。しかしマリオに本気で惚れたらしく、グンバに追われるマリオを助け、別れ際にはキスをした。終盤のマリオ達とクッパとの戦いの際にはマリオに好意を寄せ、彼らをサポートした。
サイモン巡査部長
演 - ドン・レイク
ダイノハッタンの警官。取り調べでマリオとルイージの名前を聞き出し、クッパのもとへ二人を連れていく。
レナから隕石を奪い返しクッパの元へ届けるなど、クッパに絶対的な忠誠心を持っている。クッパが倒された後の動向は描かれていない。

## 日本語吹替
| 役名                        | 俳優                             | 日本語吹替                                | 日本語吹替                                       |
| 役名                        | 俳優                             | ソフト版 （追加録音部分）                 | 日本テレビ版                                     |
| --------------------------- | -------------------------------- | ----------------------------------------- | ------------------------------------------------ |
| マリオ・マリオ              | ボブ・ホスキンス                 | 富田耕生                                  | 富田耕生                                         |
| ルイージ・マリオ            | ジョン・レグイザモ               | 辻谷耕史                                  | 島田敏                                           |
| クッパ                      | デニス・ホッパー                 | 穂積隆信                                  | 有川博                                           |
| プリンセス・デイジー / 王妃 | サマンサ・マシス                 | 日高のり子                                | 岡本麻弥                                         |
| イギー                      | フィッシャー・スティーヴンス     | 井上和彦                                  | 牛山茂                                           |
| スパイク                    | リチャード・エドソン             | 千葉繁                                    | 納谷六朗                                         |
| レナ                        | フィオナ・ショウ                 | 来宮良子                                  | 沢田敏子                                         |
| ダニエラ・ベルダッチ        | ダナ・カミンスキー               | 滝沢久美子                                | 小宮和枝                                         |
| トード                      | モジョ・ニクソン                 | 荒川太郎                                  | 古田信幸                                         |
| スカペリ                    | ジャンニ・ルッソ                 | 有本欽隆                                  | 小山武宏                                         |
| ビッグ・バーサ              | フランチェスカ・P・ロバーツ      | 藤木聖子                                  | 高乃麗                                           |
| 王                          | ランス・ヘンリクセン             | 黒沢良                                    | 小山武宏                                         |
| サイモン巡査部長            | ドン・レイク                     | 福田信昭 星野充昭 古田信幸                | 宝亀克寿 小形満 大滝進矢                         |
| TVアナウンサー              | ロバート・D・レインフォード      | 田原アルノ                                | 西村知道                                         |
| リポーター#2                | パット・ノーデイ                 | 古田信幸                                  | 大滝進矢                                         |
| スネークピザの店員          | マシュー・ザッカリー・ホプキンス | 三木眞一郎                                | 桜井敏治                                         |
| ジェームズ                  | プレストン・レーン               | 千葉一伸                                  | 桜井敏治                                         |
| ヨッシー / グンバ           | フランク・ウェルカー（声）       | 原語音声                                  | 原語音声                                         |
| ナレーション                | ダン・カステラネタ               | 黒沢良                                    | 大滝進矢                                         |
| その他                      | N/A                              | 渡辺美佐 追加録音部分 若林佑 内野孝聡     | 鈴木れい子 池本小百合 吉田美保 沢海陽子 小野健一 |
| 日本語版スタッフ            |                                  |                                           |                                                  |
| 演出                        | 演出                             | 清水勝則 （吉田啓介）                     | 清水勝則                                         |
| 翻訳                        | 翻訳                             | 久保喜昭                                  | 久保喜昭                                         |
| 監修                        | 監修                             | N/A                                       | 金春智子                                         |
| 制作                        | 制作                             | ザック・プロモーション （グロービジョン） | ザック・プロモーション                           |
| 初回放送                    | 初回放送                         | N/A                                       | 1994年8月12日 『金曜ロードショー』               |

- 2017年12月22日発売の『スーパーマリオ 魔界帝国の女神 製作25年HDリマスター Blu-ray』にはソフト版の吹替に加え、日本テレビ版（正味91分）の吹替を収録。また、これまで日本未公開だったエンドロール後のオマケシーンが付され、映画本編と同キャスト（イギー＝井上和彦、スパイク＝千葉繁）による音声の追加収録が行われた[9]。

## 評価
北米興行収入が2100万米ドル、日本配給収入が3億円と、日米ともにヒットはしなかった。
『スーパーマリオブラザーズ』を制作した宮本茂は本作に対し、「作家性の持った違う解釈ができる作品は面白いです」と語っている。
ダニー・デヴィートの代役で主演したボブ・ホスキンスは、2人の監督を辛辣に批判し、作品についても「僕の生涯で一番最悪な作品だった」「金のために出たのだが、それでもギャラを投げ返したいぐらい」「なにもかもが素人っぽく、あれほどひどい映画は類を見ないね」と酷評した。
本作が批評的・商業的に失敗したことにより任天堂は自社の作品を映画化する際のライセンス供与に慎重になったとされており、次となる『スーパーマリオ』の映画化は『ザ・スーパーマリオブラザーズ・ムービー』が公開されるまでに約30年ものブランクが生じることとなったものの、同作が公開されたことにより2023年には本作のBlu-rayが猛烈な売上を記録。注文殺到につき一時欠品となるなど再評価も進んでいる。

## 映像ソフト
ビデオソフトは字幕・吹き替え版ともに、発売元：日本ヘラルド映画、販売元：ポニーキャニオン販売となっている。DVDソフトは公開20年目に当たる2013年に発売。発売・販売共にTCエンタテインメントが行っている。

## モートン・ヤンケル・カット
2019年に発見され、プロデューサーのローランド・ジョフィが所有していた本作の初期ラフカットを含むVHSビデオテープから取り出した20分以上の追加シーンが含まれた新バージョン「モートン・ヤンケル・カット」がインターネットアーカイブで2021年6月1日に公開された。

## スーパーマリオ 魔界帝国の女神 4Kレストア版
2023年8月、公開30周年を記念して、同年夏に完成した4Kレストア版を上映することを発表した。2023年9月15日より新宿ピカデリーなどの劇場にて順次ロードショー。

## サウンドトラック
『スーパーマリオ 魔界帝国の女神 オリジナル・サウンドトラック』は日本国内で1993年6月23日に東芝EMIから発売された。クイーン、 メガデス、 ジョージ・クリントンなど多彩なジャンルのアーティストにより楽曲が提供されている。収録曲のうちロクサーヌの『スーパーマリオ愛のテーマ～オールモスト・アンリアル～  ( 原題：Almost Unreal )』はシングルリリースされた。

### 収録曲
| No. | 0タイトル                                            | 原題                                                    | アーティスト                                           | 英語名                                     | 時間  |
| --- | ---------------------------------------------------- | ------------------------------------------------------- | ------------------------------------------------------ | ------------------------------------------ | ----- |
| 1.  | スーパーマリオ愛のテーマ～オールモスト・アンリアル～ | Almost Unreal                                           | ロクセット                                             | Roxette                                    | 3:59  |
| 2.  | 恋はドラッグ                                         | Love Is the Drug （ 原曲アーティスト: Roxy Music ）     | ディヴァイナルズ                                       | Divinyls                                   | 4:35  |
| 3.  | ウォーク・ザ・ダイナソー                             | Walk the Dinosaur （ 原曲アーティスト: Was (Not Was) ） | ザ・グンバーズ・フィーチャリング・ジョージ・クリントン | George Clinton & The Goombas               | 4:06  |
| 4.  | アイ・ウッド・ストップ・ザ・ワールド                 | I Would Stop the World                                  | チャールズ&エディ                                      | Charles & Eddie                            | 4:24  |
| 5.  | アイ・ウォント・ユー                                 |                                                         | マーキー・マーク&ザ・ファンキー・バンチ                | Marky Mark and the Funky Bunch             | 6:11  |
| 6.  | ホエア・アー・ユー・ゴーイング?                      | Where Are You Going?                                    | エクストリーム                                         | Extreme                                    | 4:34  |
| 7.  | スピード・オブ・ライト                               | Speed of Light                                          | ジョー・サトリアーニ                                   | Joe Satriani                               | 5:10  |
| 8.  | ブレイクポイント                                     | Breakpoint                                              | メガデス                                               | Megadeth                                   | 3:29  |
| 9.  | タイ・ユア・マザー・ダウン                           | Tie Your Mother Down                                    | クイーン                                               | Queen                                      | 3:46  |
| 10. | カンタループ                                         | Cantaloop (Flip Fantasia)                               | US3                                                    | Us3 Featuring Rahsaan & Gerrard Prescencer | 4:29  |
| 11. | ドント・スリップ・アウェイ                           | Don't Slip Away                                         | トレイシー・スペンサー                                 | Tracie Spencer                             | 5:19  |
| 12. | シナモン・ストリート2                                | 2 Cinnamon Street                                       | ロクセット                                             | Roxette                                    | 5:06  |
|     |                                                      |                                                         |                                                        | 0合計時間 :                                | 55:16 |